# جارجانتا لا أولا
بلدية جارجانتا لا أولا (بالإسبانية: Garganta la Olla)‏، هي بلدية تقع في مقاطعة قصرش والتي تقع في منطقة إكستريمادورا، غرب إسبانيا.
يبلغ عدد سكانها 1.157 نسمة وفقاً لإحصائية سنة (2002).